# 山田正彦 (実業家)
山田 正彦（やまだ まさひこ、1914年1月17日 - 1991年11月15日）は、日本の実業家。三協精機製作所（現ニデックインスツルメンツ）の創業者。

## 人物
長野県諏訪郡長地村（現岡谷市）出身。長野県諏訪蚕糸学校（現長野県岡谷工業高等学校）を経て早稲田大学法学部卒業。早大時代、スピードスケート選手だったこともあり、同社のスケート部には冬季オリンピックの日本代表として選ばれる選手が数多く在籍した。1937年農林省入省、1938年応召、1943年に復員し、富士急行を経て北沢工業（現東洋バルヴ）に入社。1946年に独立し、三協精機製作所を創業。精密電子部品、オルゴールの量産などで成長を遂げ、1953年に株式会社に改組。1979年会長となる。
日本体育協会理事、日本スケート連盟会長を務め、インスブルックオリンピック日本選手団の団長も務めた。その他、諏訪商工会議所会頭、長野県経営者協会顧問、日経連理事、経団連評議会議員などを歴任した。
1991年に死去、77歳没。

## 略歴
- 1946年 弟の山田六一、小川憲二郎と共に設立。
- 1953年 三協精機製作所に初のスケート選手が入社
- 1957年 スケート部が発足
- 1976年 インスブルックオリンピック日本選手団団長を務める。
- 1980年 JOCでモスクワオリンピックへのボイコットに賛成票を投ずる[2]。
- 1984年 サラエボオリンピック日本選手団副団長を務める。
- 1991年 死去。

## その他
- 三協精機が富士電機の下請けとして現金ではなく現物支給がされた際には、自ら東京の問屋を回って営業した[3]。